# Tintry
Tintry é uma comuna francesa na região administrativa de Borgonha-Franco-Condado, no departamento Saône-et-Loire. Estende-se por uma área de 10,6 km². Em 2010 a comuna tinha 80 habitantes (densidade: 7,5 hab./km²).